# César Castagno
César Héctor Castagno (nacido en Calchaquí el 22 de diciembre de 1924; fallecido el 17 de enero de 1998) fue un futbolista argentino. Se desempeñaba como mediocampista defensivo; se inició en Atlético Calchaquí y luego pasó por Unión de Santa Fe, Rosario Central, River Plate, América de Cali e Independiente Santa Fe. También participó de la Selección Argentina.

## Carrera
Tuvo su primera aparición como profesional en el extinto Club Atlético Calchaquí, disputando el torneo de la también desaparecida Liga Sanjustinense de Fútbol. En 1945 fue contratado por Unión de Santa Fe, jugando por entonces en el Campeonato de Segunda División Argentina. Sus buenas actuaciones le valieron el ser transferido a Rosario Central, en la Primera División. El canalla lo contrató para reemplazar a Constancio Rivero.

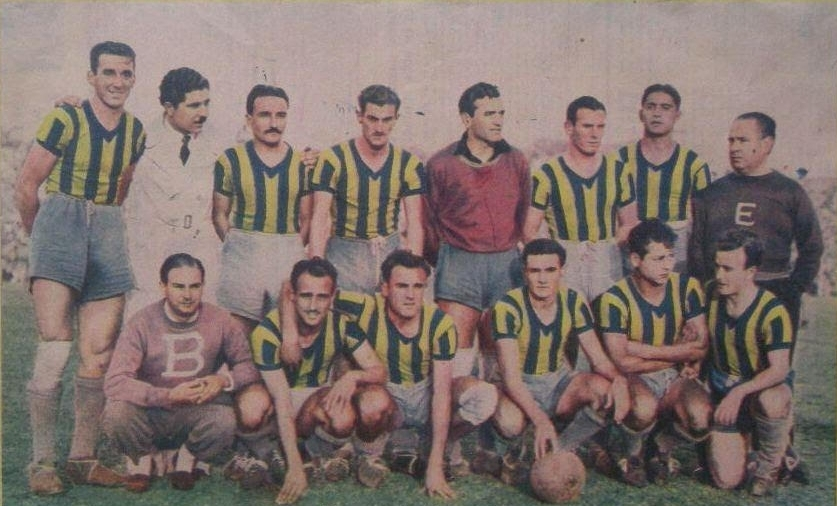
Rosario Central en 1946. Parados: Santiago Armándola, José Casalini, César Castagno, Roberto Quatrocchi, Alfredo Fógel, Lidoro Soria, Angel Fernández Roca (DT); hincados: Angel De Cicco, Benjamín Santos, Federico Geronis, Waldino Aguirre, Rubén Marracino.

Debutó en el cuadro auriazul el 21 de abril de 1946, en el cotejo válido por la 1.° fecha del Campeonato de Primera División, empatando ante Platense en dos tantos. El entrenador centralista era Ángel Fernández Roca.
Compartió la línea media con José Casalini y Alfredo Fógel durante 1946, mientras que al año siguiente, ante el retiro de Casalini, se integró a dicha zona de la formación Ángel Gaetán. Dejó el club a fines de 1948, habiendo vestido la casaca de Central en 62 ocasiones y marcando dos goles: uno frente a Huracán el 13 de abril de 1947 (derrota 4-2) y el otro ante Boca Juniors el 8 de junio del mismo año (derrota 3-2).

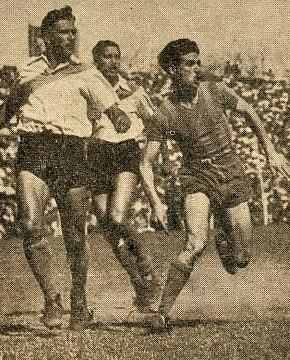
César Castagno (Rosario Central) en plena acción de juego ante River Plate en 1946.

Pasó a River Plate, donde disputó 48 partidos entre 1949 y 1950. Prosiguió su carrera en el fútbol de Colombia, jugando en 1951 por América de Cali y al año siguiente en Independiente Santa Fe.
Una vez retirado se dedicó a la dirección técnica. En 1973 se coronó campeón con Central Córdoba de Rosario en el Campeonato de Primera C, por entonces tercera división del fútbol argentino, logrando el consiguiente ascenso a Primera B. Al año siguiente dirigió a Unión de Santa Fe en la primera parte de la campaña que lo llevó a Primera División, logro que finalmente obtuvo con Carmelo Faraone en el banco de suplentes.

## Clubes
| Club                   | País      | Año       |
| ---------------------- | --------- | --------- |
| Unión (Santa Fe)       | Argentina | 1945      |
| Rosario Central        | Argentina | 1946-1948 |
| River Plate            | Argentina | 1949-1950 |
| América de Cali        | Colombia  | 1951      |
| Independiente Santa Fe | Colombia  | 1952      |

## Selección nacional
Vistió la casaca albiceleste en dos ocasiones, frente a Paraguay por la 11.° edición de la Copa Rosa Chevallier Boutell, en 1950, convocado por el entrenador Guillermo Stábile y obteniendo el título.

### Detalle de partidos
| Instancia         | Fecha               | Estadio                    | Rival    | Resultado |
| ----------------- | ------------------- | -------------------------- | -------- | --------- |
| Partido de ida    | 25 de marzo de 1950 | River Plate, Buenos Aires  | Paraguay | 2-2       |
| Partido de vuelta | 29 de marzo de 1950 | El Gasómetro, Buenos Aires | Paraguay | 4-0       |

## Palmarés

### Como futbolista
| Equipo    | Título                       | Año  |
| --------- | ---------------------------- | ---- |
| Argentina | Copa Rosa Chevallier Boutell | 1950 |

### Como entrenador
| Equipo                     | País      | Título           | Año  |
| -------------------------- | --------- | ---------------- | ---- |
| Central Córdoba de Rosario | Argentina | Tercera División | 1973 |